# أمين الكاس
'أمين الكاس (1988 المغرب) هو لاعب كرة قدم مغربي.